# Festa da Penha (Espírito Santo)

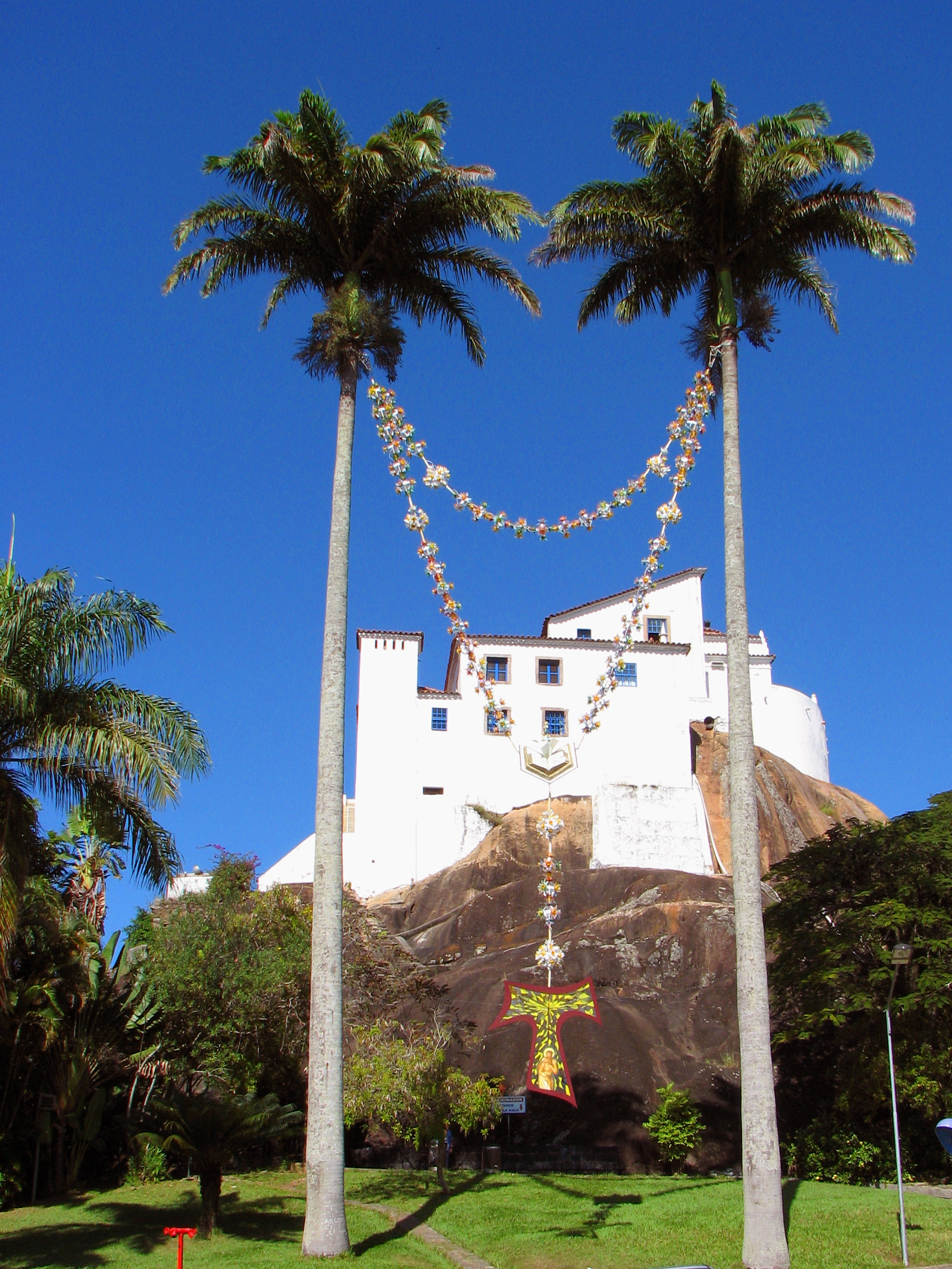
Terço gigante, símbolo tradicional da Festa da Penha. O ritual de erguer o terço ocorre desde 1998

A Festa da Penha é uma tradição comemorativa típica do estado do Espírito Santo. A comemoração está entre os maiores e mais antigos eventos religiosos do Brasil, de grande relevância da identidade e na cultura do povo capixaba há 452 anos. Nossa Senhora da Penha, padroeira do Estado, tem sua festa em data móvel que ocorre oito dias depois do Domingo de Páscoa, normalmente no mês de Abril.

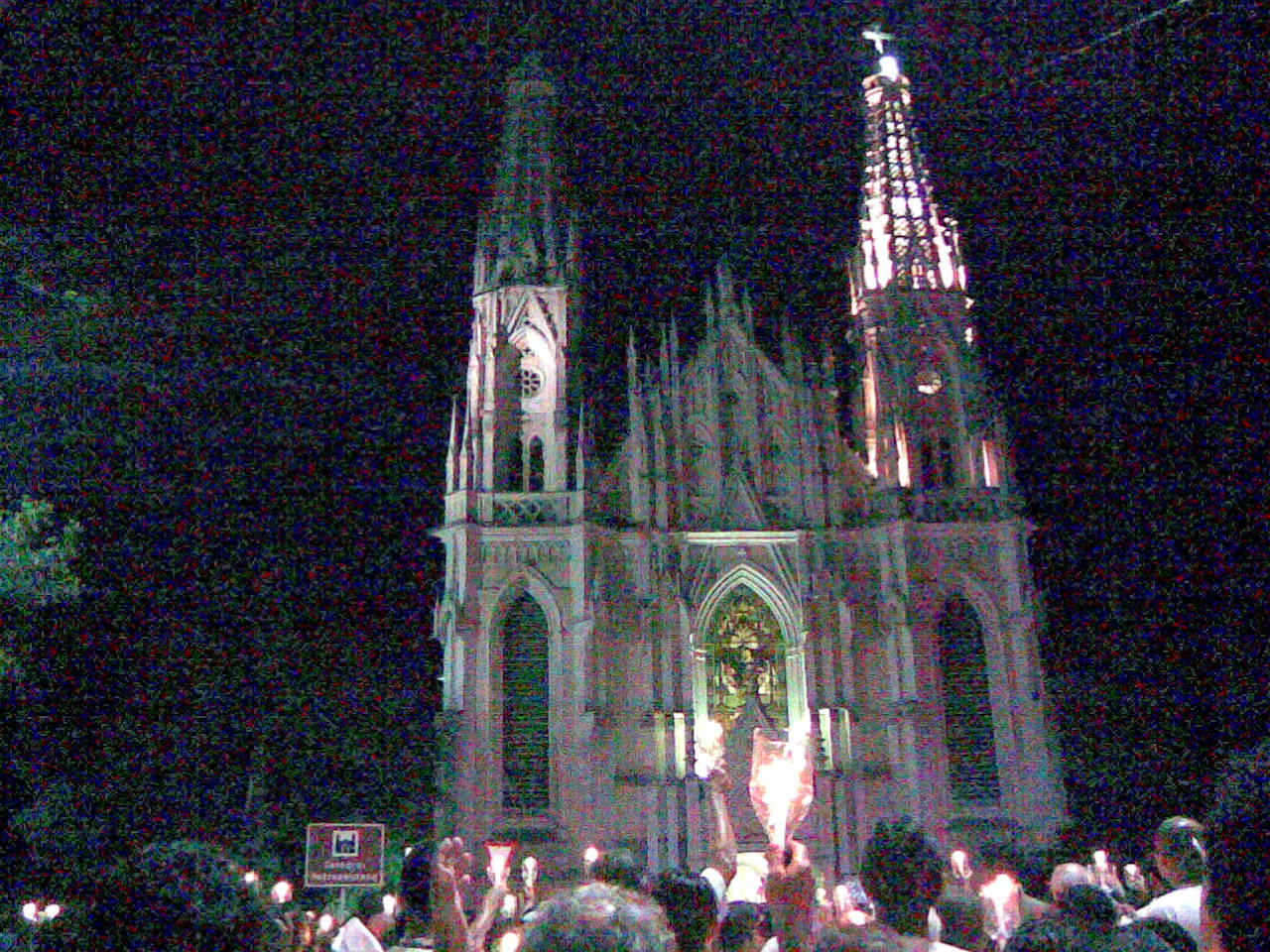
Catedral Metropolitana de Vitória - Ponto inicial da peregrinação

O evento atrai reúne turistas e fiéis de todos os cantos do estado. Simultaneamente, a festa religiosa ocorre a festa profana, que dura praticamente uma semana. Nela são vendidas comidas e bebidas típicas, roupas, souvenires em geral, terços, além da apresentação de peças teatrais religiosas,  bandas de músicas comuns e religiosas locais e nacionais, artistas, etc. Tudo isso se concentra no Convento da Penha, onde são celebradas missas no Campinho, e no Parque da Prainha, região no sopé do morro.

### Festa da Penha 2022
A nova edição do evento que foi realizado em 2022, após duas edições sendo totalmente online, devido à pandemia do Covid-19, e foi realizada pela Mitra Arquidiocesana de Vitória, Convento da Penha e Associação dos Amigos da Festa da Penha, com apoio institucional da Prefeitura de Vila Velha.

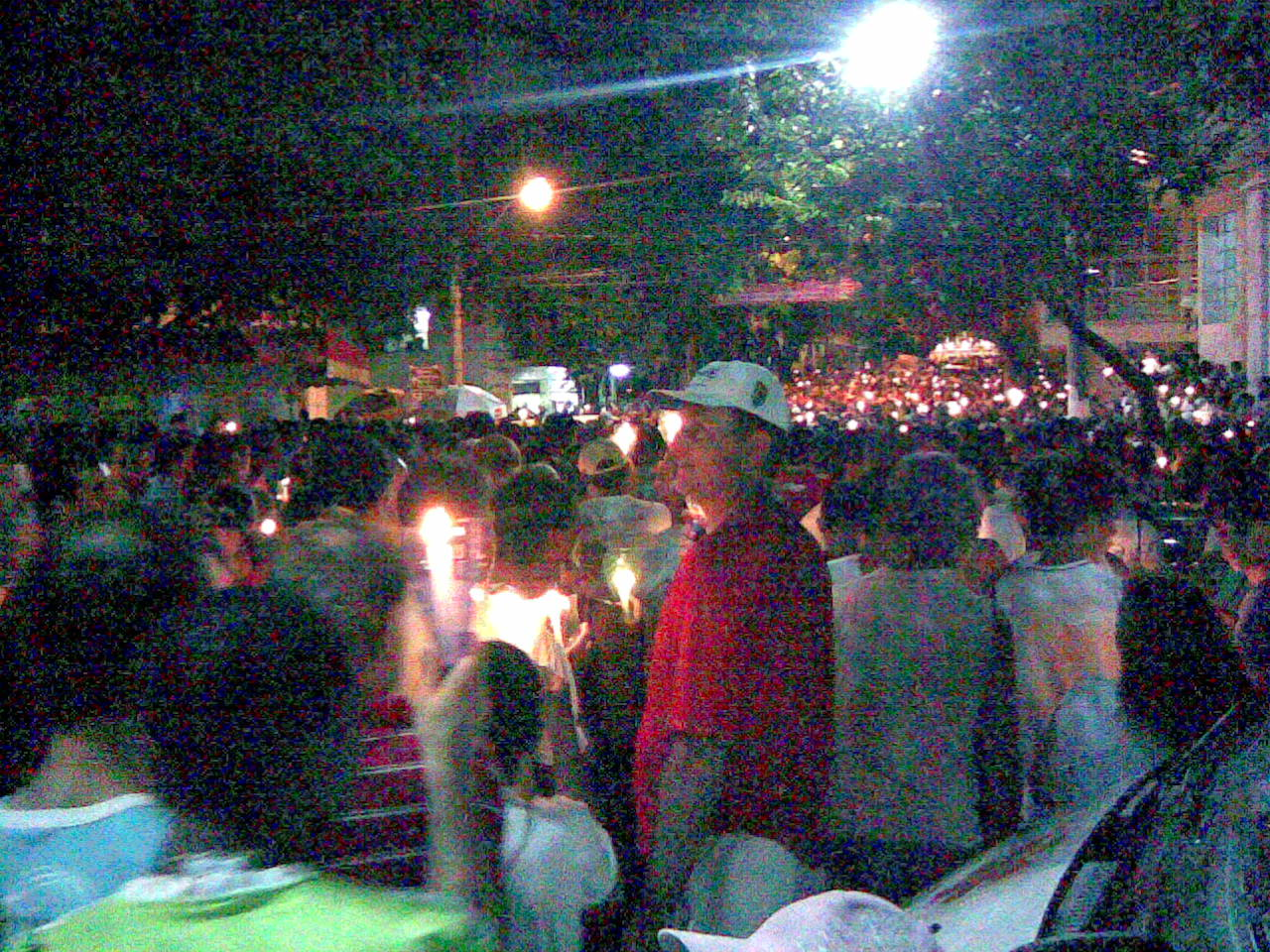
Romaria dos Homens - Festa da Penha 2008

O evento conta com missas presenciais, corridas, apresentação cultural de bandas, romarias e shows.